# Kanton Patate
Der Kanton Patate befindet sich in der Provinz Tungurahua zentral in Ecuador. Er besitzt eine Fläche von 315 km². Im Jahr 2022 lag die Einwohnerzahl bei rund 13.900. Verwaltungssitz des Kantons ist die Ortschaft Patate mit 2161 Einwohnern (Stand 2010).

## Lage
Der Kanton Patate liegt ostzentral in der Provinz Tungurahua. Das Gebiet liegt im Hochtal der Anden östlich des Río Patate. Der Kanton erreicht im Cerro Quillotura eine Höhe von 4302 m.
Der Kanton Patate grenzt im Osten an den Kanton Baños de Agua Santa, im Westen an den Kanton San Pedro de Pelileo sowie im Norden an den Kanton Santiago de Píllaro.

## Verwaltungsgliederung
Der Kanton Patate ist in die Parroquia urbana („städtisches Kirchspiel“)
- Patate

und in die Parroquias rurales („ländliches Kirchspiel“)
- El Triunfo
- Los Andes (Verwaltungssitz in Poatug)
- Sucre (Verwaltungssitz in Sucre-Patate Urcu)

gegliedert.

## Geschichte
Der Kanton Patate wurde am 13. September 1973 gegründet.
Entwicklung der Einwohnerzahl im Kanton Patate bei landesweiten Volkszählungen zum jeweiligen Gebietsstand:
| Jahr                    | Einwohner | +/-    |
| ----------------------- | --------- | ------ |
| 1974                    | 8.984     | –      |
| 1982                    | 9.605     | 6,9 %  |
| 1990                    | 10.292    | 7,2 %  |
| 2001                    | 11.771    | 14,4 % |
| 2010                    | 13.497    | 14,7 % |
| 2022                    | 13.879    | 2,8 %  |
| Datenherkunft: Wikidata |           |        |

## Ökologie
Der Nordosten des Kantons liegt innerhalb des Nationalparks Llanganates.